# Nueva Zelanda en la Copa de las Naciones de la OFC 1998
La selección de fútbol de Nueva Zelanda participó en la Copa de las Naciones de la OFC 1998 jugada en Australia y consiguió su segundo título, sorprendiendo a todos, que veían como principal favorito a Australia.
La selección neozelandesa hizo 11 goles y recibió solamente 1 gol en toda la edición, ganó los 4 partidos que disputó, siendo esta una de las mejores participaciones de Nueva Zelanda en la Copa de las Naciones de la OFC. El goleador fue Vaughan Coveny con 4 tantos.

## Participación
| Equipo        | Pts | PJ | PG | PE | PP | GF | GC | DG  |
| ------------- | --- | -- | -- | -- | -- | -- | -- | --- |
| Nueva Zelanda | 6   | 2  | 2  | 0  | 0  | 9  | 1  | +8  |
| Tahití        | 3   | 2  | 1  | 0  | 1  | 5  | 2  | +3  |
| Vanuatu       | 0   | 2  | 0  | 0  | 2  | 2  | 13 | -11 |

| 25 de septiembre de 1998 | Nueva Zelanda    | 1:0 (1:0) | Tahití | Suncorp Stadium, Brisbane                                           |                                                                     |
|                          | Paama 13' (a.g.) |           |        | Asistencia: 900 espectadores Árbitro(s): Simon Micallef (Australia) | Asistencia: 900 espectadores Árbitro(s): Simon Micallef (Australia) |

| 28 de septiembre de 1998 | Nueva Zelanda                                                   | 8:1 (6:1) | Vanuatu          | Suncorp Stadium, Brisbane    |                              |
|                          | Christie 1' · Coveny 11' 25' 39' 40' · Ryan 34' 65' · Bunce 65' |           | Roronamahava 45' | Asistencia: 500 espectadores | Asistencia: 500 espectadores |

### Semifinales
| 2 de octubre de 1998 | Nueva Zelanda | 1:0 (0:0) | Fiyi | Suncorp Stadium, Brisbane                                           |                                                                     |
|                      | Hay 88'       |           |      | Asistencia: 1.200 espectadores Árbitro(s): Massimo Raveino (Tahití) | Asistencia: 1.200 espectadores Árbitro(s): Massimo Raveino (Tahití) |

### Final
| 4 de octubre de 1998 | Nueva Zelanda | 1:0 (1:0) | Australia | Suncorp Stadium, Brisbane                                            |                                                                      |
|                      | Burton 24'    |           |           | Asistencia: 12.000 espectadores Árbitro(s): Massimo Raveino (Tahití) | Asistencia: 12.000 espectadores Árbitro(s): Massimo Raveino (Tahití) |

| Predecesor: 1996 | Nueva Zelanda en la Copa de las Naciones de la OFC Australia 1998 | Sucesor: Tahití 2000 |

- Datos: Q6046737